# ناگای نائویوکی
ناگای نائویوکی (به ژاپنی: 永井 尚志 ながい なおゆき) ناگای نائومونه; ۲۱ دسامبر ۱۸۱۶ – ۱ ژوئیهٔ ۱۸۹۶) اومه‌تسوکه، سامورایی، سیاستمدار، و پرسنل نظامی اهل ژاپن بود.